# ジェームズ・サマーヴィル (第13代サマーヴィル卿)
第13代サマーヴィル卿ジェームズ・サマーヴィル（英語: James Somerville, 13th Lord Somerville、1698年1月 – 1765年12月14日）は、スコットランド貴族。

## 生涯
第12代サマーヴィル卿ジェームズ・サマーヴィルとマーガレット・マレー（Margaret Murray）の息子として、1698年1月に生まれた。
1709年12月4日に父が死去すると、法律上はサマーヴィル卿の爵位を継承したが、スコットランド貴族代表議員選挙で投票しようとしたときに2度にわたって拒否され（1721年と1722年4月21日）、3度目の投票（1722年8月15日）でようやく認められた。その後、サマーヴィルは貴族院にサマーヴィル卿として承認するよう請願を出し、1723年5月27日に認められた。1730年には同族の詩人ウィリアム・サマーヴィルと協議して、1742年7月19日にウィリアムが死去するとその遺産を継承した。
1741年から1747年までスコットランド貴族代表議員を務め、1744年にはスコットランド警察卿（Lord of the Police）の1人に任命された。

## 家族
1724年、アン・ベイントン（Anne Bayntun、1734年10月24日没、ヘンリー・ベイントンの娘）と結婚した。
- ジェームズ（1727年 – 1796年） - 第14代サマーヴィル卿
- ヒュー（1729年頃 – 1795年5月7日） - 第15代サマーヴィル卿ジョン・サウジー・サマーヴィル、第16代サマーヴィル卿マーク・サマーヴィル、第17代サマーヴィル卿ケネルム・サマーヴィルの父

1736年4月27日、フランシス・ロザラム（Frances Rotheram、1755年5月13日没、ジョン・ロザラムの娘）と再婚した。